# Pago por servicios ambientales
Los pagos por servicios ambientales (PSA), también conocidos como pagos por servicios (o beneficios) ecosistémicos, son incentivos ofrecidos a los agricultores o propietarios de tierras a cambio de administrar sus tierras para proporcionar algún tipo de servicio ecológico. Se han definido como "un sistema transparente para la provisión adicional de servicios ambientales a través de pagos condicionales a proveedores voluntarios". Estos programas promueven la conservación de los recursos naturales asignándoles un valor de mercado.   
Los PSA también se han promocionado como una herramienta para el desarrollo rural. En 2007, el Banco Mundial publicó un documento que describe el lugar de los PSA en el desarrollo. Aunque los programas de PSA generalmente no están diseñados para ser principalmente esquemas de alivio de la pobreza, pueden incorporar mecanismos de desarrollo económico.
Algunos programas de PSA implican contratos entre consumidores de servicios ecosistémicos y los proveedores de estos servicios. Sin embargo, la mayoría de los programas de PSA están financiados por gobiernos e involucran a intermediarios, como organizaciones no gubernamentales. La parte que proporciona los servicios ambientales normalmente posee la propiedad sobre un bien ambiental que proporciona un flujo de beneficios a la parte demandante a cambio de una compensación. En el caso de los contratos privados, los beneficiarios de los servicios del ecosistema están dispuestos a pagar un precio que se espera que sea menor que su ganancia de bienestar debido a los servicios. Se puede esperar que los proveedores de los servicios del ecosistema estén dispuestos a aceptar un pago que sea mayor que el costo de proporcionar los servicios. 

## Perspectivas teóricas
Hay tres perspectivas teóricas principales sobre los PSA. El primero es el de la economía ambiental, el segundo de la economía ecológica y un tercer enfoque que rechaza la noción misma de los servicios del ecosistema como un bien económico.

### Economía ambiental
La conceptualización básica de la naturaleza desde la perspectiva de la economía ambiental es que el capital manufacturado puede usarse como un sustituto del capital natural. La definición de PSA proporcionada por la economía ambiental es la más popular: una transacción voluntaria entre un comprador de servicios y un vendedor de servicios que se lleva a cabo con la condición de que se proporcione un servicio específico del ecosistema o de que se use la tierra para asegurar ese servicio. Esta definición está directamente relacionada con el teorema de Coase, sobre el cual los PSA se basan fuertemente desde la perspectiva de la economía ambiental, que establece que en un mercado competitivo, en ausencia de costos de transacción y en presencia de derechos de propiedad claros, la negociación directa entre partes privadas puede conducir a resultados eficientes. Sin embargo, en realidad, los costos de transacción están prácticamente siempre presentes y las partes privadas no siempre pueden llegar a acuerdos por su cuenta. Una de las razones principales es la falta de financiamiento sostenido, que a menudo lleva a los gobiernos a proporcionar algún tipo de asistencia financiera. Los teóricos de la economía ambiental reconocen que los sistemas de PSA pueden parecerse a un subsidio ambiental, lo que complica el estricto respaldo del teorema de Coase.

### Economía ecológica
La conceptualización de la naturaleza tal como la entiende la economía ecológica es que el capital manufacturado y el capital natural no son exclusivos o sustituibles, sino más bien complementarios. Los PSA tal como lo entiende la economía ecológica comprende tres componentes esquemáticos. El primero rodea la importancia del incentivo económico. Esta idea se refiere al peso relativo que puede tener un incentivo económico cuando se entiende en relación con incentivos sociales, morales u otros incentivos no económicos.  El segundo componente es la franqueza de la transferencia, que se refiere al grado de interacción entre los compradores y vendedores finales. El programa más directo ocurriría entre un comprador y un vendedor, sin intermediarios. Un programa relativamente indirecto eliminaría a los compradores y vendedores entre sí, colocando intermediarios entre ellos, comúnmente en forma de organizaciones de la sociedad civil y gobiernos. El tercer y último componente es el grado de mercantilización. Esto aborda la medida en que el servicio ambiental que se proporciona puede evaluarse y medirse de manera específica y clara. Algunos servicios ambientales pueden ser relativamente fáciles de evaluar, como toneladas de carbono secuestrado, mientras que otros pueden resultar más difíciles.  

### Rechazo de la noción de servicios del ecosistema
Quienes rechazan la idea de la valoración de los servicios de los ecosistemas argumentan que la naturaleza debe conservarse y valorarse por el bien de la naturaleza, y que el valor de la naturaleza es imposible de cuantificar porque su valor es inherentemente infinito. Afirman que el intento de forzar la idea de los servicios del ecosistema en el sistema de mercado conduce a la conservación solo cuando se considera útil para la vida humana, abandonando los ideales de conservación ambiental cuando la naturaleza entra en conflicto con el interés humano o simplemente no afecta la actividad humana. También hay quienes apoyan la valoración de la naturaleza desde un punto de vista puramente práctico, expresado en la idea de que "algo es mejor que nada". Reconocen la naturaleza problemática de la valoración cuantitativa de la naturaleza, pero al mismo tiempo sostienen que prácticamente, en una sociedad altamente mercantilizada, es una medida necesaria.
La mercantilización del capital natural da como resultado la subvaloración de los sistemas ecológicos al no tener en cuenta los innumerables servicios prestados. Los PSA pueden disminuir en  utilidad a medida que 1) la riqueza se concentra hasta el punto de que la escasez de recursos naturales resulta en un mayor valor a corto plazo para la extracción de recursos insostenibles, y 2) el costo a largo plazo para diseñar servicios de reemplazo de rango limitado se externaliza a los ciudadanos. Esto ocurre ya sea a través del aumento de los gastos en los sistemas existentes o como justificación para privatizar los servicios para obtener más ganancias. Por ejemplo, una empresa matriz puede beneficiarse tanto de la explotación de un ecosistema como de la ingeniería y la operación de los servicios prestados anteriormente. 

## Organizaciones y motivos para incentivar la producción de servicios ecosistémicos
Aunque el objetivo de todos los programas de PSA es la adquisición de algún tipo de servicio del ecosistema, las razones por las cuales las organizaciones o los gobiernos incentivarían la producción de estos servicios son diversas. Por ejemplo, el programa de PSA más grande y de más larga duración del mundo es el Programa de Conservación de Reservas de los Estados Unidos, que paga alrededor de $ 1.8 mil millones de dólares al año a través de 766.000 contratos con agricultores y propietarios para "alquilar" un total de 34 700 000 acres (140 426 km²)     de lo que considera "tierra ambientalmente sensible". Estos agricultores acuerdan plantar "coberturas de conservación de recursos a largo plazo para mejorar la calidad del agua, controlar la erosión del suelo y mejorar los hábitats para las aves acuáticas y la vida silvestre". Este programa ha existido de una forma u otra desde los comienzos del Dust Bowl americano, cuando el gobierno federal comenzó a pagar a los agricultores para evitar la agricultura en tierras erosionables de baja calidad.  
En 1999, el gobierno central chino anunció un proyecto aún más costoso bajo su programa Grain for Green de $43 mil millones de dólares, por el cual ofrece a los agricultores granos a cambio de no limpiar las laderas boscosas para la agricultura, reduciendo así la erosión y salvando los arroyos y ríos de la sedimentación. Cabe destacar que algunas fuentes citan el costo de todo el programa en $95 mil millones de dólares. Existen otros proyectos de PSA menos extensos financiados a nivel nacional, como programas en Canadá, la Unión Europea, Japón y Suiza. 

## Ejemplos

### Norteamérica

#### Estados Unidos
En Jamestown, Rhode Island, Estados Unidos, los agricultores generalmente cosechan el heno en sus campos dos veces al año. Sin embargo, esta práctica destruye los hábitats de muchas aves de pastizales locales. Economistas de la Universidad de Rhode Island y EcoAssets Markets Inc. recaudaron dinero de los residentes de Jamestown que estaban dispuestos a ayudar a las aves. El rango de inversiones fue de entre $5 y $200 dólares por persona y recaudaron un total de $9,800 dólares. Este dinero fue suficiente para compensar a tres granjas de Jamestown por el costo de reducir sus cosechas anuales y obtener su heno de otra fuente. De esta manera, las aves tienen tiempo suficiente para anidar y abandonar los terrenos, sin sufrir el estrés de la cosecha de heno. En este ejemplo, los agricultores se benefician porque solo tienen que cosechar sus campos una vez al año en lugar de dos veces, y los contribuyentes se benefician porque valoran la vida de las aves más que el dinero que contribuyeron al proyecto. 
Salt Lake City, Utah, Estados Unidos ha administrado la mayoría de su cuenca desde la década de 1850 a través de mecanismos regulatorios de jurisdicción múltiple, como especificar usos permitidos (y restringirlos), y comprar tierras o usufructos con el objetivo de conservar la tierra. Esta estrategia preserva los servicios del ecosistema, al tiempo que permite la recreación ampliamente utilizada, como esquí, snowboard, senderismo, ciclismo de montaña y pesca. Los usos existentes de la tierra generalmente no se ven afectados, y las empresas comerciales están restringidas a actividades relacionadas con el turismo de bajo o nulo impacto. 

### América Central y del Sur

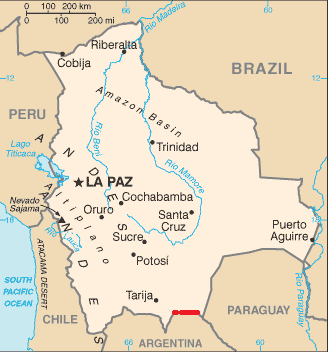
Bolivia

#### Los Negros, Bolivia
El programa en Los Negros, Bolivia es un pequeño programa financiado por el usuario de pagos combinados por servicios de cuenca y biodiversidad iniciado por la ONG local Fundación Natura Bolivia en 2003. El área objetivo del programa es la cuenca hidrográfica en el valle de Los Negros que da servicio a la ciudad de Santa Rosa y otras ciudades de descenso. En agosto de 2007, 2774 hectáreas de vegetación nativa se inscribieron en el programa con 46 propietarios de tierras. 
Inicialmente, el Servicio de Pesca y Vida Silvestre de los Estados Unidos proporcionó fondos para el programa, antes de que la Municipalidad de Pampagrande comenzara a hacer los pagos por los servicios. Uno de los aspectos más singulares del programa es la solicitud específica de los propietarios de que se les pague en especie con colmenas, afirmando que querían que su compensación durara más allá de una simple transferencia de efectivo. Junto con las colmenas, quienes reciben el pago pueden además recibir capacitación en apicultura. También permitió a quienes prefieren efectivo vender sus colmenas.  
Un obstáculo organizacional para el programa es que algunos agricultores temen que el esquema sea solo una forma de despojarlos de sus tierras. Este fue un factor importante en la decisión de recibir un pago en especie, ya que se percibe como un intento menor de apropiación de la tierra. Natura está abordando este problema manteniendo una presencia constante en la comunidad y aprovechando las redes sociales para convencer a los agricultores de los beneficios del programa.
Otra cuestión se refiere al comprador del servicio del programa. El municipio de Pampagrande ha recibido un apoyo limitado de los usuarios de los servicios para contribuir a los pagos del programa. Esta estructura esencialmente proporciona los servicios ambientales a los usuarios intermediarios de forma esencialmente gratuita. Natura está trabajando para implementar una estrategia a través de la cual los beneficiarios de los servicios ambientales contribuyan directamente a su mantenimiento.
La evaluación del programa se ha visto obstaculizada por dos factores, a saber, la falta de datos de referencia y datos insuficientes a medida que el programa se desarrolla. Estos son importantes para establecer la adicionalidad del programa. Sin embargo, este problema no es exclusivo de Los Negros, ya que muchos programas carecen de suficientes mecanismos de monitoreo y evaluación.

#### Honduras
En Jesús de Otoro, Honduras, el río Cumes es la principal fuente de agua limpia de la ciudad. Los productores de café arrojaban sus desechos al río río arriba, contaminando la fuente y afectando directamente a los consumidores río abajo. Para resolver este problema, el Consejo local para la Administración de la eliminación de agua y alcantarillado (JAPOE) creó un programa de pago para beneficiar a los productores de café río arriba y a los habitantes de la ciudad que vivían río abajo. Los aldeanos aguas abajo pagaron alrededor de $0.06 por hogar por mes a JAPOE, quien redirigió el dinero hacia los agricultores aguas arriba. Los agricultores cumplieron con las pautas, como la construcción de zanjas de riego, el manejo adecuado de los desechos y el uso de fertilizantes orgánicos. 
Pico Bonito Forests, cerca de La Ceiba, Honduras, es una empresa con fines de lucro impulsada por una misión entre la Fundación del parque nacional Pico Bonito y el Fondo de Desarrollo EcoLogic. Los créditos de carbono se generan plantando árboles nativos para capturar o secuestrar dióxido de carbono. Los créditos se venden luego a través del Fondo de Biocarbono del Banco Mundial a países que buscan cumplir sus objetivos de reducción de emisiones de carbono. El proyecto ofrece un modelo comercial único porque es propiedad conjunta de inversores y comunidades cercanas al parque forestal. Los miembros de la comunidad obtienen ingresos y comparten ganancias al implementar las prácticas forestales sostenibles que capturan carbono. Para 2017, se espera que el proyecto capture de .45 a .55 Mt de carbono a través de la reforestación y la agrosilvicultura y hasta un adicional de .5 Mt de carbono a través de evitar la deforestación, ya que las prácticas destructivas se reemplazan por prácticas sostenibles.

#### México
El programa Scolel Té en Chiapas, México, tiene como objetivo crear un mercado para externalidades positivas de los cafetales cultivados a la sombra. Diseñado por el Instituto de Ecología y Gestión de Recursos de la Universidad de Edimburgo junto con el Centro de Edimburgo para la Gestión del Carbono, utilizando el Sistema Plan Vivo, Scolel Té es un programa de PSA en virtud del cual los agricultores aceptan prácticas responsables de agricultura y reforestación a cambio del pago por compensaciones de carbono. La ONG Ambio gestiona Scolel Té. Los agricultores presentan sus planes de reforestación a Ambio, que juzga sus beneficios financieros y la cantidad de secuestro de carbono asociado con cada plan. Los agricultores luego reciben pagos del Fondo Bioclimático, administrado por Ambio. El financiamiento para el Fondo BioClimático proviene de la venta de Reducción Voluntaria de Emisiones (VER) a grupos privados a un precio de $13 por tonelada de carbono secuestrado. 

### África

#### Hoima y Kibaale, Uganda

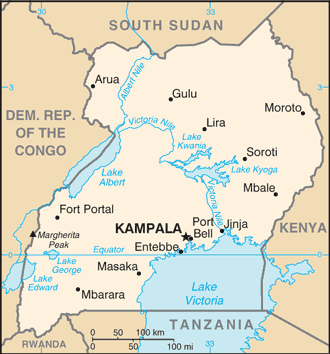
Uganda

Los PSA de Hoima y Kibaale tuvieron lugar de 2010 a 2013 y fueron especialmente singulares porque fue el primer programa de PSA establecido específicamente para un ensayo de control aleatorio para determinar empíricamente su impacto en la deforestación. En las aldeas de tratamiento, los propietarios de las tierras forestales pagaron $28 por año en el transcurso de dos años por cada hectárea de tierra forestal que quedó intacta, con la posibilidad de un pago adicional por plantar árboles nuevos. El esquema de pago ascendió al 5% del ingreso anual promedio para el propietario típico.  
La evaluación del programa encontró que había significativamente menos deforestación en las aldeas participantes (2–5%) que en las aldeas de control (7–10%).
Es importante tener en cuenta que el programa no continuó más allá del período de evaluación, y se supone que la práctica forestal anterior se reanudará una vez que los propietarios dejen de recibir los pagos del programa.